# Gelechiidae
Gelechiidae je familija moljaca koji se obično nazivaju tvirler moljci ili gelehid moljci. Oni su istoimena porodica ogromne i malo proučene nadfamilije Gelechioidea. Taksonomija ove porodice je bila predmet značajnih sporova. To su uglavnom veoma mali moljci sa uskim krilima sa resama. Larve većine vrsta hrane se interno različitim delovima svojih biljaka domaćina, ponekad izazivajući zadebljanja. Daglasova jela (Pseudotsuga) je biljka domaćin zajednička za mnoge vrste ove porodice, posebno za rod Chionodes, koji je kao rezultat toga raznovrsniji u Severnoj Americi nego što je uobičajeno za Gelechioidea.
Do kraja 20. veka ovde je smešteno preko 900 rodova sa ukupno više od 4500 vrsta, sa oko 650 rodova poznatih samo iz Severne Amerike. Iako su ove cifre svakako zastarele, zbog mnogih revizija nadfamilije Gelechioidea i novih opisa tvirler moljca, one i dalje služe da pokažu ogroman biodiverzitet sadržan u ovoj važnoj porodici.

## Spoljašnje veze
- C. Michael Hogan (17. 9. 2008). „Douglas-fir: Pseudotsuga menziesii”. Архивирано из оригинала 4. 6. 2009. г. Приступљено 30. 4. 2010.
- Gelechiidae
- Gelechioidea Global Framework
- Gelechiidae Genera of the World - list of preliminary subfamily/tribe assignments
- mapress
- Bugguide.net. Family Gelechiidae - Twirler Moths